# Thomas Thomasberg
Thomas Thomasberg, né le 15 octobre 1974 à Haverslev au Danemark, est un footballeur danois, reconverti entraîneur. Il est actuellement l'entraîneur du FC Midtjylland.

## Biographie

### Carrière de joueur
Né à Haverslev au Danemark, Thomas Thomasberg commence sa carrière à l'Aalborg BK. Avec ce club, il remporte le championnat du Danemark à deux reprises, en 1994-95, puis en 1998-99. Il participe notamment à la Ligue des champions avec Aalborg.
En juillet 1999, il rejoint le FC Midtjylland. Avec ce club, il est promu de la deuxième à la première division danoise, et devient capitaine. Il est également considéré comme l'un des meilleurs milieux de terrains de la ligue.
Au cours de sa carrière, Thomasberg dispute un total de 233 matchs en première division danoise, inscrivant 24 buts. Il réalise sa meilleure performance lors de la saison 1996-1997, où il inscrit sept buts en championnat. Il joue également six matchs en Ligue des champions et dix en Coupe de l'UEFA.

### Carrière d'entraîneur
Thomas Thomasberg entame sa carrière d'entraîneur dans le club où il a terminé sa carrière de joueur, le FC Midtjylland. Dans un premier temps en tant qu'entraîneur assistant, puis comme entraîneur principal. Il est limogé de ce poste en août 2009.
En janvier 2017, Thomasberg devient l'entraîneur principal de l'Hobro IK,.
En mai 2018, Thomas Thomasberg est nommé entraîneur du Randers FC.
Le 23 mars 2023, Thomas Thomasberg rejoint le FC Midtjylland comme entraîneur principal. Il retrouve ainsi le club où il a débuté en tant qu'entraîneur.

## Palmarès

### En tant que joueur
Aalborg BK
- Championnat du Danemark (2) :
  - Champion : 1994-95 et 1998-99.

### En tant qu'entraîneur
Randers FC (1) :
- Coupe du Danemark
  - Vainqueur: 2021.